# Armator
Armator akciová společnost, byla továrna pro zařízení ústředního topení a zdravotnicko-technická zařízení v Moravské Ostravě, která vznikla v roce 1921. V Ostravě firma vstupovala do silného konkurenčního prostředí, které představovala hlavně firma Ostrak.

## Vznik a sídlo
Firma byla povolena ministerstvem vnitra v 17. dubna 1921. Denní tisk informoval, že firma se bude zabývat výrobou a instalací plynovodů a vodovodů, ústředním topením, ventilačními zařízeními, zařizováním pivovarů, výčepů a továren na likéry.
Při vzniku firma uváděla adresu Moravská Ostrava, Sokolská 1545, za Protektorátu Vratislavská 1545.
Od roku 1960 se ulice jmenovala Osvoboditelů, v roce 1992 byla ulice přejmenovaná opět na Sokolskou třídu. 49°50′54″ s. š., 18°16′56″ v. d.

## Personální obsazení
Správní rada:
- Karl Fried[5]
- Artur Anninger (dříve Abeles), zeť Karla Frieda, továrník z Moravské Třebové[6]
- Dr. Ferdinand Pelc[7]
- Eman Fried
- Jan Ruby, architekt
- Ernst Korner, architekt
- Jaromír Špaček, poslanec

V roce 1933 byl zvolen do správní rady Dr. R. Schlee, prokurista banky pro obchod a průmysl. Již v roce 1934 nahradil Dr. R. Schlee bankovní ředitel O. Königstein.

## Provedené práce
Dodávku a postavení kotle pro ústřední topení provedla firma v roce 1922 ve škole v obci Veveří. O rok později instalovala ústřední topení v továrně na tabák v Novém Jičíně. Firma provedla na jaře 1926 ústřední topení na Masarykově státní vyšší hospodářské škole v Opavě. V témže roce provedla plynovou a vodovodní instalaci v ceně 356 000 Kč v Městských jatkách v Moravské Ostravě a ústřední topení v továrně na tabák v Budišově. O rok později instalovala ústřední topení v továrně na tabák v Sedlci pod Kaňkem.
Stavební práce, financované z veřejných rozpočtů, byly zadávány firmám, které měly nejlepší nabídku. Výsledky soutěží byly často zveřejňovány. Na dodávku ústředního topení v Městské spořitelně v Přerově se přihlásilo 10 firem z Čech a Moravy. Armator nabídl druhou nejnižší cenu. V soutěži o vybavení živnostenské školy pokračovací v Olomouci nabídla firma Armator nejnižší cenu. Na zastupitelstvu dosáhl funkcionář Boháč, že zakázka byla přidělena „domácí" firmě A. Salivar za cenu, kterou nabízela firma Armator. Rada návrh zastupitelstva neschválila a držela se podmínek soutěže.
V roce 1931 provedla firma ústřední topení a vodovod v obecné škole v Přívoze, ústřední topení v sokolovně v Kopřivnici a ústřední topení v nemocnici v Michalovcích. V roce 1933 provedla firma ústřední topení v nemocnici v Zábřehu nad Odrou.

## Hospodářské výsledky
V roce 1924 postihl firmu malý odbyt výrobků, a tak došlo k propouštění.
Za rok 1929 byl vykázán zisk 282 000 Kč. Dividendu si akcionáři nevyplatili.
Za rok 1932 vykázala společnost ztrátu 994 Kč.
Za rok 1930 byl vykázán v účetní uzávěrce zisk, protože podnik byl i navzdory stavebnímu útlumu plně zaměstnán.
Za rok 1933 byla vykázána ze dne 29. října 1934 ztráta 5 270 Kč. Výsledek nebyl překvapením, neboť již na začátku roku 1933 došlo k propuštění 80 zaměstnanců. V závodě zůstal pouze ředitel a 15 montérů, kteří pracovali mimo závod. O neuspokojivých poměrech svědčí i zpráva o krádeži svařovací techniky na stavbě nemocnice v Zábřehu nad Odrou, kdy nebylo možno určit den, kdy ke krádeži došlo.

## Arizace
Dne 8. dubna 1943 byl majetek člena správní rady Artura Abelese, jeho manželky a dvou dětí ukraden nacisty. Tato státní krádež byla zaprotokolována.
Majetek níže uvedených osob, kterým bylo odňato protektorátní členství, byl prohlášen za propadlý podle § 2 vyhlášky o odnětí státní příslušnosti Protektorátu Čechy a Morava ze dne 3. října 1939 ve znění vyhlášky ze dne 19. září 1942:
- Anninger-Abeles-Artur narozen 23. listopadu 1881 ve Vídni[29]
- Anninger Irma, rozená Fried, narozená 19. dubna 1890 v Moravské Ostravě
- Anninger Robert Franz, narozen 5. října 1912 v Moravské Ostravě
- Anninger Kurt Harry, narozen 11. února 1921 v Moravské Ostravě

## Po 2. světové válce
Budovy firmy Armator byly po 2. světové válce využívány pro výcvik učňů depa ČSD.
Firma byla vymazána z obchodního rejstříku dne 26. června 1949.
V roce 1990 bylo vlastníkem budovy Ředitelství SOU, Moravská 2, Ostrava 3 - Hrabůvka.

## Kulturní památka

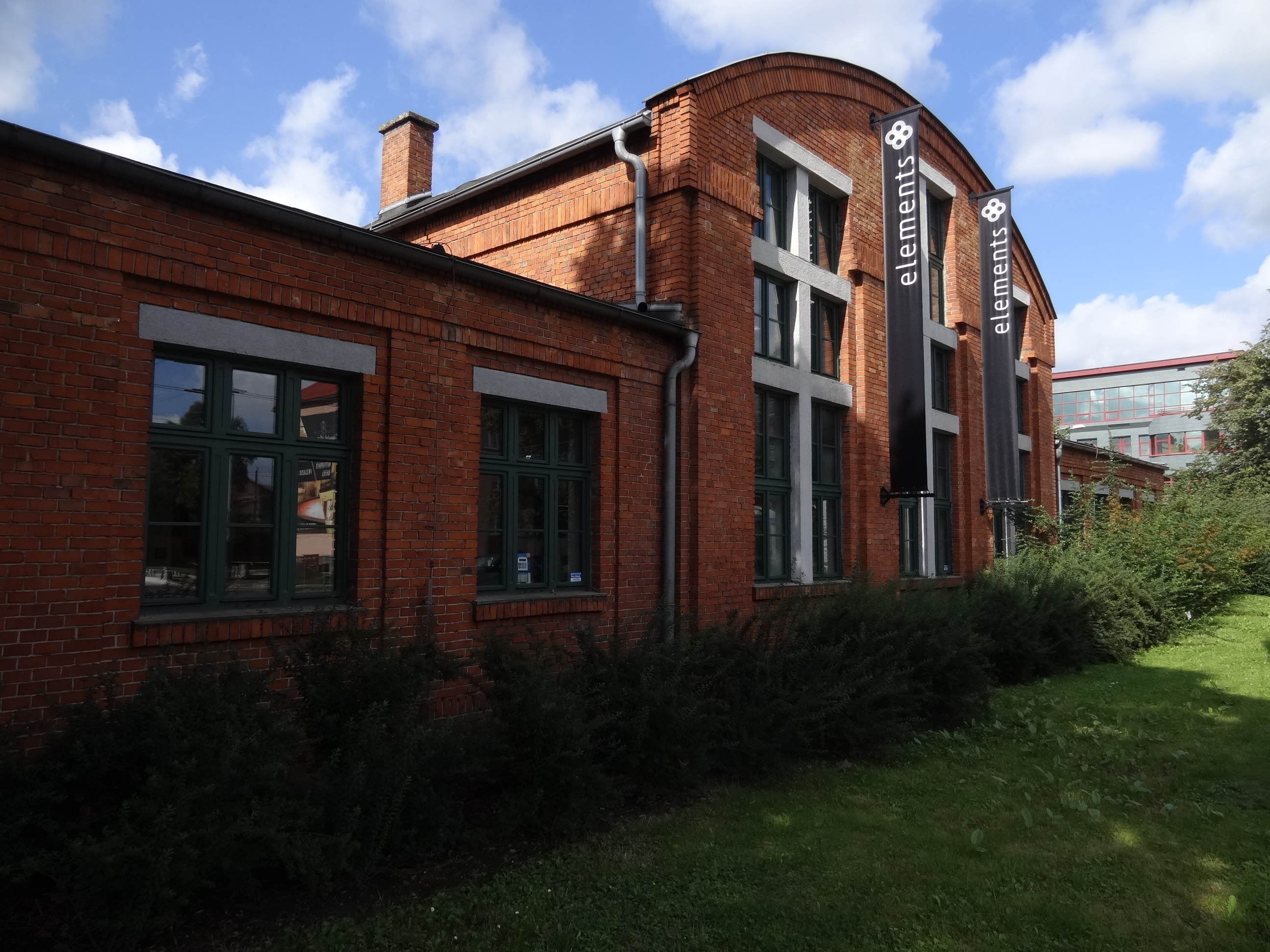
budova Armator

Dne 12. září 1990 byl podán návrh na prohlášení památkou budovy č.p. 1545 na tehdejší ulici Osvoboditelů 89. Dne 21. prosince 1992 byla budova prohlášena kulturní památkou. Budovu postavila firma Ing. Strassmann, Glogar, Korn, stavební spol. s r. o., se sídlem Pivovarská ulice 30 v Moravské Ostravě. Osoby z názvu společnosti jsou uvedeny v původním Evidenčním listu nemovité kulturní památky z prosince roku 1990 jako autoři návrhu. Funkce architektů Rubého a Kornera ve správní radě nasvědčují tomu, že projekt byl vypracován v jejich projekčních kancelářích.

## Zajímavosti
V roce 1923 nesouhlasilo vedení firmy s průběhem voleb do závodní rady, protože závodní rada byla složena z lidí firmě nepříjemných, většinou mladších živlů. Rozhodčí komise námitky vedení firmy uznalo a nařídilo nové volby.
Dne 25. července 1930 se vloupali do prostor podniku kasaři. Udělali otvor do sejfu, ale k obsahu sejfu se nedostali.